# Le Commissaire Maigret à Pigalle
Pour plus de détails, voir Fiche technique et Distribution.
Le Commissaire Maigret à Pigalle ou Maigret à Pigalle (Maigret a Pigalle) est un film franco-italien réalisé par Mario Landi et sorti en 1966.
Le film est une adaptation du roman Maigret au « Picratt's » publié en 1951.

## Synopsis
Une nuit, une strip-teaseuse, Arlette, avertit l'inspecteur Lognon qu'elle a entendu des clients projeter d'assassiner une comtesse. Elle est ivre et s'endort au commissariat. Le lendemain, elle se rétracte. Lognon déchire sa déposition. Quand Arlette rentre chez elle, elle est étranglée sous sa douche. Peu après la comtesse est assassinée à son tour. Il s'avèrera que les assassins cherchaient à voler les diamants de la comtesse qu'ils n'ont pas trouvé. Maigret annule son départ en vacances et s'enfonce dans Pigalle. Il enquête d'abord dans le cabaret où travaillait Arlette, "Le Picrate", tenu par Fred Alfonsi, un ancien proxénète, et Rose, son épouse, ex-prostituée. Personne n'a rien vu ni rien entendu mais tout le monde a quelque chose à cacher.

## Fiche technique
- Titre : Le Commissaire Maigret à Pigalle ou Maigret à Pigalle
- Réalisateur : Mario Landi
- Scénario : Sergio Amidei et Mario Landi, d'après Maigret au Picratt's (Presses de la Cité, 1951).
- Dialogues : Georges et André Tabet
- Photographie : (Eastmancolor) : Giuseppe Ruzzolini
- Musique : Armando Trovajoli
- Production : Franco Riganti Produzione (Rome), Film Number One (Paris).
- Distribution : Lux.
- Langue : italien
- Date : 1966
- Sortie en salles : 
  -  Italie : 30 décembre 1966
  -  France : 21 juin 1967

## Distribution
- Gino Cervi (V.F: André Valmy) : Commissaire Maigret
- Raymond Pellegrin : Fred Alfonsi, le patron du  Picrate
- Lila Kedrova : Rose Alfonsi, la patronne du  Picrate
- Alfred Adam : l'inspecteur Lognon
- Daniel Ollier : Philippe Mortimar
- Christian Barbier : l'inspecteur Torrence
- José Greci : Arlette, la stripteaseuse assassinée
- Enzo Cerusico : Albert Mancini
- Mario Feliciani : Le directeur de la P.J.
- Armando Bandini (en) : La Sauterelle, le portier du night club "Au Picrate"
- Riccardo Garrone : l'inspecteur Lapointe
- Claudio Biava : L'inspecteur Janvier
- Antonella Della Porta : Micheline Menuisier, la secrétaire de mairie
- Diego Michelotti : Simon, l'inspecteur qui prend la déposition d'Arlette
- Gabriella Giorgelli : Tatiana, une strip-teaseuse du "Picrate"
- Marisa Traversi : Betty, une strip-teaseuse du "Picrate"
- Nera Donati : La concierge de la comtesse
- Tino Bianchi : Docteur Blain
- Gianluigi Crescenzi : L'inspecteur à la machine à écrire
- Giulio Maculani : Oscar Bonvoisin
- Renato Lupi : Le serveur du night club "Au Picrate"
- Elena Demerik : La concierge d'Arlette
- Albert Augier : Le barman interrogé par Maigret (non crédité)
- Roland Malet : Un agent de police (non crédité)